# Gervais de Beaumont
Gervais Beaumont, seigneur de Mondésir, né vers 1429 en Auvergne, est le fils de Gilles, écuyer de la ville de Vendôme. Il est marié en premières noces avec Anne d'Orgeval puis avec Claire de Glandevès. Il est pourvu le 24 septembre 1508 et reçu le 30 janvier 1509, Premier président au parlement de Provence.
Il est mort en sa campagne de Fonscolombe, dans la paroisse du Puy-Sainte-Réparade, le 30 janvier 1529, âgé de cent ans et est enseveli à Aix-en-Provence, dans la chapelle des Âmes du purgatoire de la paroisse Sainte-Madeleine.